# Henri Murdac

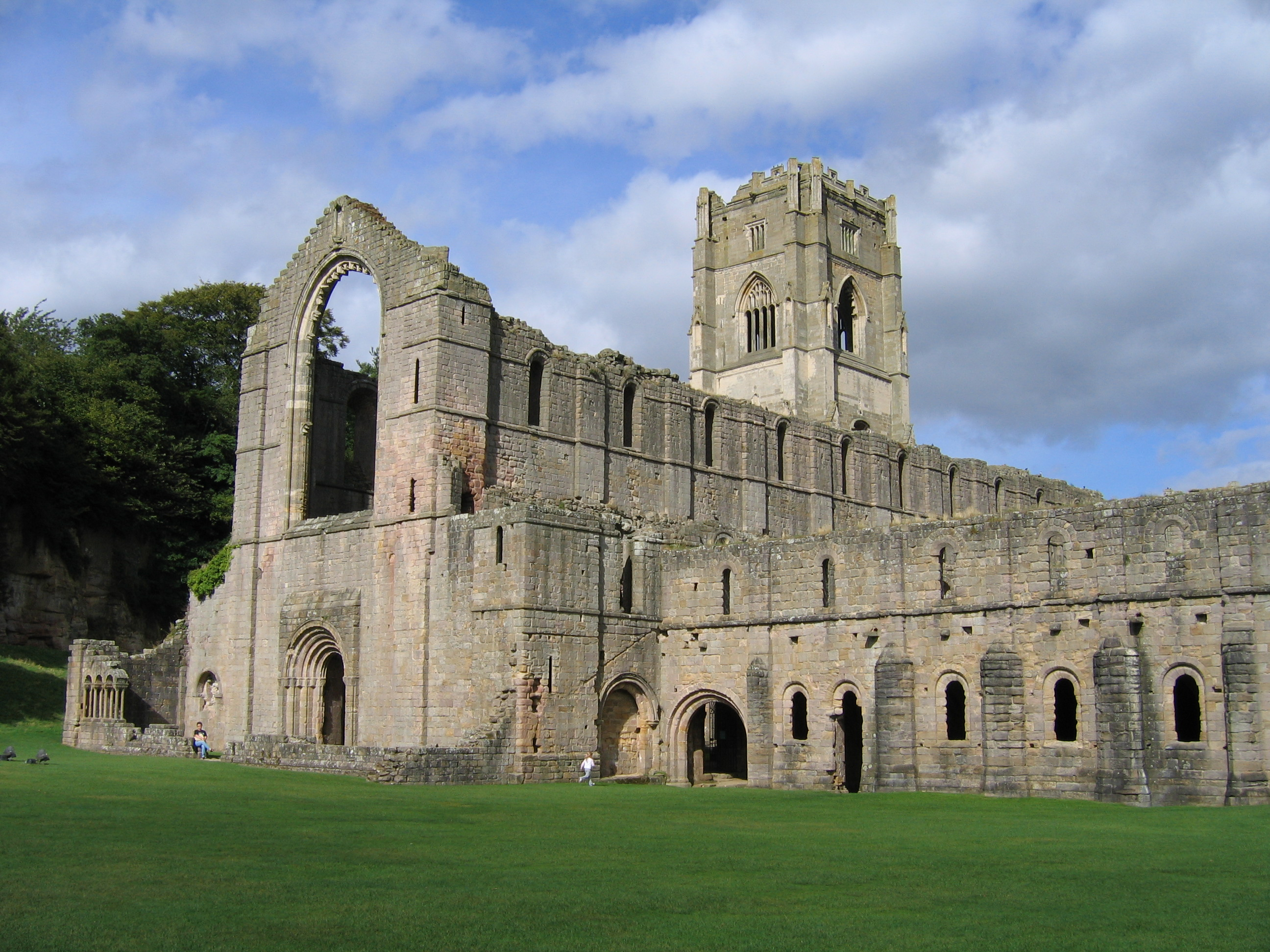
Ruines de l'abbaye de Fountains.

Henri Murdac († 14 octobre 1153), est abbé de Vauclair (1134-1143), abbé de Fountains (1144-1153) puis archevêque d'York (1147-1153).

## Biographie

### Début de carrière

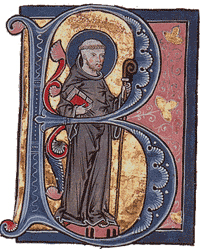
Henri devient cistercien sous l'influence de Bernard de Clairvaux, que l'on peut voir ici représenté sur ce manuscrit enluminé du XIIIe siècle.

Murdac est originaire du Yorkshire, mais descend d'une riche famille de Compton Murdac (aujourd'hui Compton Verney) dans le Warwickshire. C'est un ami de l'archevêque Thurstan d'York, qui l'emploie à la cathédrale d'York et dans son diocèse,. Murdac est sans conteste un érudit, et il est sollicité par Bernard de Clairvaux qui le presse d'abandonner ses livres et de rejoindre la vie monastique.
Il démissionne peu de temps après et devient moine cistercien à Clairvaux. Il se lie d'amitié avec le futur pape Eugène III. En 1134, Bernard de Clairvaux lui confie la tâche de devenir le premier abbé de Vauclair dans le diocèse de Laon,. Il reste à la tête de cette abbaye pendant neuf ans, puis en 1143, il retourne dans le Yorkshire alors que Richard, le deuxième abbé de Fountains vient de mourir. L'intention de Bernard de Clairvaux est que Murdac soit élu par les moines de Fountains comme leur nouvel abbé, et il donne des directives dans ce sens. Murdac est élu fin 1143 ou début 1144.
Murdac devient immédiatement le chef de file du mouvement réformiste qui demande la déposition de Guillaume FitzHerbert du siège archiépiscopal d'York,. FitzHerbert est accusé d'avoir été imposé par le roi Étienne d'Angleterre ;  de simonie ; d'avoir une vie insuffisamment chaste. Dans une lettre au pape Innocent II, Bernard maintient que FitzHerbert est  « pourri de la plante de ses pieds au sommet de son crâne ». Murdac incarne tellement l'opposition à FitzHerbert que ses partisans, en 1146, organisent un raid sur son abbaye et détruisent plusieurs bâtiments. FitzHerbert, qui avait été suspendu de ses fonctions peu avant par le pape Eugène III et officiellement déposé lors du concile de Reims de 1147. À ce même concile, auquel Murdac assiste, le pape ordonne qu'une nouvelle élection soit organisée, et Murdac est nommé au sièfe archiépiscopal.
Il ne renonce pourtant pas à la fonction d'abbé de Fountains et la gère à travers des abbés suffragants jusqu'à sa mort. Sous son autorité, l'influence de Fountains s'étend, et des maisons-filles sont établies à Woburn (1145), Lyse (Norvège) (1146, Barnoldswick (plus tard Kirkstall), Vaudey (1147) et Meaux (1151).

### Élection au siège archiépiscopal d'York
Les électeurs réunis à Richmond en juin 1147 n'arrivent pas à se mettre d'accord. Le premier parti soutient Hilaire (plus tard évêque de Chichester), et le second soutient Murdac. Comme ils n'arrivent pas à s'entendre, ils en appellent au pape Eugène III pour trancher. Celui-ci choisi Murdac, le consacre et lui remet en personne son Pallium à Trèves le 7 décembre 1147.
Il devient alors le premier évêque cistercien d'Angleterre, mais également le premier évêque ou archevêque nommé sans l'approbation du roi depuis la conquête normande de l'Angleterre. D'ailleurs, celui-ci refuse de reconnaître son élection, et le chapitre d'York est divisé. Lorsqu'il tente, en 1148, de rentrer dans la ville d'York, les habitants, qui sont restés loyaux à FitzHerbert l'en empêche.

### Difficultés à York
Il doit se retirer d'abord à Beverley, puis dans le manoir épiscopal de Ripon. Pour se venger, Murdac excommunie Hugues du Puiset, trésorier d'York, et Guillaume le Gros, comte d'York, ses principaux ennemis. Il place aussi la ville sous un interdit. Puiset excommunie l'archevêque en retour et ordonne que les offices soient tenus comme d'habitude.
Comme Étienne refuse de reconnaître sa nomination, Murdac se tourne vers ses adversaires dans la guerre civile qui agite le royaume. À Carlisle, il rencontre le roi David Ier d'Écosse et Henri Plantagenêt, le fils de Mathilde l'Emperesse. Le roi écossais lui explique son plan d'envahir York en 1149, et qu'il aura besoin de son appui. Murdac choisit de s'allier aux Écossais dans le but de conserver l'indépendance de York vis-à-vis de Cantorbéry[réf. nécessaire]. Murdac espère que David pourra l'installer définitivement à York.

### Réconciliation avec Étienne
Étienne sentant venir le danger, et étant toujours incapable d'imposer sa loi dans le Yorkshire décide de se réconcilier avec Murdac au début de l'année 1151. Avec le soutien du roi, l'archevêque peut enfin rentrer dans la ville et être intronisé le 25 janvier 1151. Étienne espère aussi et surtout qu'avec le soutien d'Henri Murdac il pourra obtenir le consentement du pape pour faire couronner son fils Eustache, et ainsi assurer sa succession, Il se réconcilie aussi avec le comte d'York qui établit l'abbaye cistercienne de Meaux (Yorkshire) comme une abbaye-fille de Fountains.
À Pâques de l'année 1151, Murdac est à Rome pour obtenir du pape la permission de couronnement d'Eustache. D'après Jean de Salisbury, sa visite est un échec, mais pour Jean de Hexham, le pape reconnaît Eustache comme « véritable héritier du royaume »,.

### Actions à la tête de l'évêché
Pour Janet Burton, Henri Murdac est un réformateur énergique. Il dépose les abbés bénédictins de Whitby et Selby, probablement pour leur soutien à FitzHerbert durant la dispute. Il ratifie la fondation de l'Ordre des Gilbertins à Watton (Yorkshire de l'Est) vers 1150.

### Mort et réputation
En 1153, Puiset est élu évêque de Durham, ce qui offense Murdac qui n'a pas été consulté. Il excommunie le prieur et les archidiacres de Durham, qui se rendent à York pour l'implorer de reconnaître cette élection et de lever leur excommunication. S'attirant à nouveau l'hostilité des habitants d'York, il est à nouveau obligé de se retirer à Beverley, où il refuse de revenir sur ses décisions.
Henri meurt à Beverley le 14 octobre 1153. À la suite de sa mort, Guillaume FitzHerbert redevient archevêque et fait la paix avec la communauté de Fountains. Murdac est enterré à York Minster.
Jean de Hexham le décrit comme un homme de naissance noble possédant une excellente réputation.

### Sources
- John C. Appleby et Paul Dalton, Government, Religion and Society in Northern England 1000–1700, Stroud: Sutton Publishing, 1997 (ISBN 0-7509-1057-7).
- Frank Barlow, The English Church 1066–1154, Londres, Longman, 1979 (ISBN 0-582-50236-5).
- Janet Burton, « Murdac, Henry (d. 1153) », sur Oxford Dictionary of National Biography, Oxford University Press, 2004 (consulté le 12 novembre 2007).
- David Knowles, The Monastic Order in England : From the Times of St. Dunstan to the Fourth Lateran Council, Cambridge, Cambridge University Press, 1976, 2de éd. (ISBN 0-521-05479-6).
- Keith J. Stringer, « State-Building in Twelfth-Century Britain: David I, King of Scots, and Northern England », Government, Religion and Society in Northern England 1000–1700, Stroud, Sutton Publishing,‎ 1997 (ISBN 0-7509-1057-7).